# Poisson d'avril
Poisson d'avril is een Franse film van Gilles Grangier die werd uitgebracht in 1954.

## Verhaal
Emile is een goedmoedige wat naïeve getrouwde man. Op zijn werk, in de Grand Garage Central, gaat hij door als een heel bekwame automonteur. Op een dag laat hij zich door een opdringerige sluwe verkoper verleiden om zich een volledige visuitrusting aan te schaffen. Een overbodige aankoop want het vissen interesseert hem helemaal niet. Tot overmaat van ramp heeft hij het gerei gekocht met het geld dat hij en zijn vrouw Charlotte hebben gespaard om de wasmachine te kopen waar Charlotte al een tijdje naar uitkijkt. 

## Rolverdeling
| Acteur            | Personage                               |
| ----------------- | --------------------------------------- |
| Bourvil           | Émile Dupuy, automonteur                |
| Annie Cordy       | Charlotte, de vrouw van Émile           |
| Jacqueline Noëlle | Annette Coindet, de nicht van Émile     |
| Pierre Dux        | Gaston Prévost, de minnaar van Annette  |
| Denise Grey       | Clémentine Prévost, de vrouw van Gaston |
| Louis Bugette     | de baas van de garage                   |
| Louis de Funès    | de visserij-inspecteur                  |
| Maurice Biraud    | de verkoper van vissersbenodigdheden    |
| Paul Faivre       | Louis/Pépère, de cafébaas               |
| Charles Lemontier | meneer Gauthier                         |
| Charles Denner    | een caféklant                           |
| Gérard Darrieu    | de leverancier van de wasmachine        |